# Alurnus costalis
Alurnus costalis es un coleóptero de la familia Chrysomelidae.
Fue descrita científicamente por primera vez en 1898 por Rosenberg.